# Ignacio Hierro
Ignacio Hierro González (* 22. Juni 1978 in Mexiko-Stadt) ist ein ehemaliger mexikanischer Fußballspieler auf der Position eines Verteidigers.

## Leben
Hierro  begann seine aktive Laufbahn bei seinem Heimatverein Club América und wechselte 1999 ausgerechnet zu dessen Erzrivalen Chivas Guadalajara. Anschließend kehrte er nach Mexiko-Stadt zurück, wo er fortan in vier Etappen für den CF Atlante spielte und seine aktive Laufbahn in der Saison 2008/09 bei dessen Farmteam Potros Chetumal beendete. In der Zwischenzeit spielte er noch für vier andere Vereine, wobei er beim CF Monterrey zwar zu den wenigsten Einsätzen seiner gesamten Laufbahn (nur 4) kam, aber seinen größten Erfolg feiern durfte, als er in der Clausura 2003 mit den Rayados die mexikanische Fußballmeisterschaft gewann. 
Zwischen 1999 und 2002 kam Hierro zu insgesamt 11 Einsätzen für die mexikanische Fußballnationalmannschaft.

## Erfolge
CF Monterrey
- Mexikanischer Meister: Clausura 2003